# Куду (село)
Куду (рос. Куду) — село Верхньовілюйського улусу, Республіки Саха Росії. Входить до складу Єдюгейського наслегу.
Населення — 80 осіб (2010 рік).